# 4.レヴェント駅
4.レヴェント駅（ドルトゥ レヴェントえき、トルコ語: 4. Levent Metro İstasyonu）はトルコのイスタンブールシシリ区とキャウトハーネ区にある、イスタンブール地下鉄M2号線の駅。

## 歴史
- 2000年10月31日 - M2号線の駅が開業。
- 2019年8月30日 - 深夜運転開始。しかし後にトルコでの新型コロナウイルス流行により休止となる。
- 2022年5月6日 - 深夜運転再開。土曜と日曜のみの0時30分から5時30分の間、30分おきの発着で、料金は通常の2倍[1]。この運行時間は「チェリクテペ」、「イェニ・レヴェント」、「ギュヴェンリケブラー」出入り口のみ解放される[2]。

## 駅構造

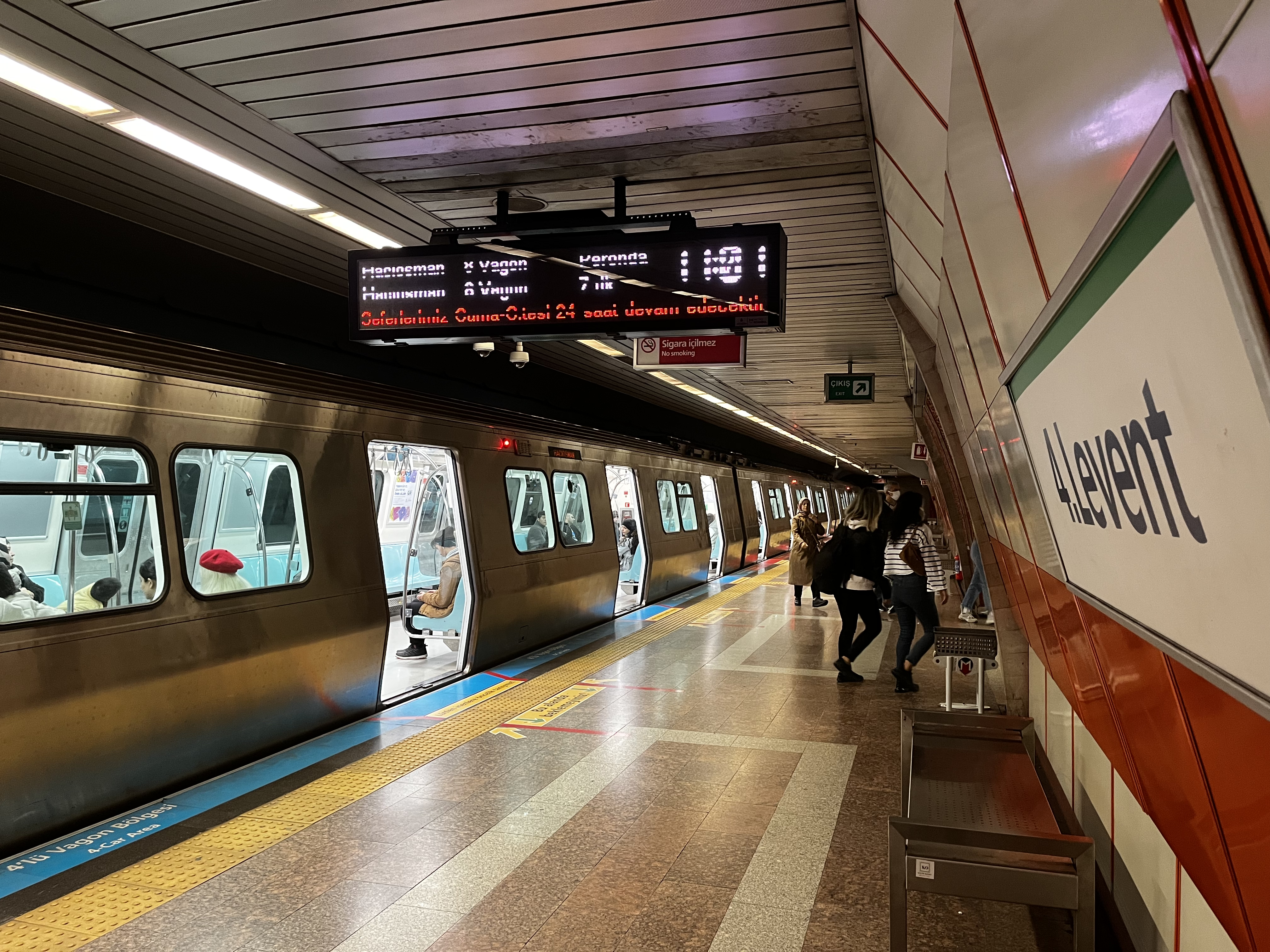
ホーム

相対式ホーム2面2線を有する地下駅。

### のりば
| サナイ・マハーレシィ ↑ \| ⇌ 2 1 ⇌ \| ↓ レヴェント |      |        |                                        |
| 1                                                 | 北行 | M2号線 | ハジュオズマン方面                     |
| 2                                                 | 南行 | M2号線 | レヴェント・タクスィム・イェニカプ方面 |

## 駅周辺
- アイディンラルモスク
- チェリクテペ地区（トルコ語版）
- チェリクテペモスク
- エムニエット・エブレリ地区（トルコ語版）
- エムニエット・エブレリモスク
- イスタンブール・サファイヤ（トルコ語版、英語版）
- イスタンブールタワー205
- イシ・クレレリ（トルコ語版、英語版）
- QNBフィナンズバンク(ソヤック・クリスタル・タワー)（トルコ語版、英語版）
- サバンチセンター（トルコ語版、英語版）
- テクフェンタワー（トルコ語版、英語版）
- ゾルルタワー
- 在イスタンブール日本国総領事館

## 隣の駅
イスタンブール地下鉄
 M2号線
レヴェント駅 - 4.レヴェント駅 - サナイ・マハーレシィ駅